# 대한민국 헌법 제39조
대한민국 헌법 제39조는 국방의 의무를 규정하는 대한민국 헌법의 조항이다.

## 본문
① 모든 국민은 법률이 정하는 바에 의하여 국방의 의무를 진다.

② 누구든지 병역의무의 이행으로 인하여 불이익한 처우를 받지 아니한다.

## 내용
- 국방의 의무

## 주요 판례
- 징집대상자의 범위를 결정하는 문제는 본질적으로 입법자 등의 입법형성권이 매우 광범위하게 인정되어야 하는 영역이다.[1]
- 국방의 의무의 내용은 직접적인 병력형성의무, 간접적인 병력형성의무, 병력형성 이후 군작전명령에 복종하고 협력하여야 할 의무도 포함하는 개념이다.[2]
- '불이익한 처우'라 함은 법적인 불이익을 의미로[3], 병역의무 이행을 직접적인 이유로 차별적 불이익을 가하거나 또는 병역의무를 이행한 것이 결과적, 간접적으로 그렇지 아니한 경우보다 오히려 불이익을 받는 결과를 초래해서는 안 된다는 의미이다.[4]

## 같이 보기
- 대한민국 헌법 제2장